# Малоугренёво
Малоугренёво — село в Бийском районе Алтайского края России.
Административный центр Малоугренёвского сельсовета. Находится у р. Бия. Основано в 1760 году.

## География
Находится в восточной части края, в южных пределах Бийско-Чумышской возвышенности, в пригородной зоне города Бийск, по берегу реки Бия.

## История
Поселение 6—2 вв. до н. э. на территории Малоугренёво находилось на правом берегу р. Бия, в 1 км к востоку от с. Малоугренёво. В 1920—1930 гг. сотрудники БКМ произвели здесь значительные сборы материалов различных эпох, в том числе и керамики.
История Троицкой церкви
Троицкая церковь освящена в 1997 году. Построена по образцу Спасо-Зашиверской церкви, найденной в 1970 годах в тайге, на севере Сибири. На территории храма, помимо церкви, построена шатровая колокольня и памятная часовня с установленными на ней табличками с именами погибших в Великой Отечественной войне жителей села.
История Малоугренёвской средней школы
1911 — открыта церковно-приходская школа.
1919 — школа стала начальной.
1941 — школа становится семилетней.
1962 — принято решение о преобразовании в восьмилетнюю.
1965 — под учебные классы отдана часть совхозной конторы.
1968 — закладывается фундамент нового школьного здания в центре села.
1972 — распахнула двери новая школа.
1976 — школа стала средней.

## Население
| 1997  | 1998  | 1999  | 2000  | 2001  | 2002  |
| ----- | ----- | ----- | ----- | ----- | ----- |
| 1902  | ↗1959 | ↗1968 | ↗2008 | ↗2084 | ↘1941 |
| 2003  | 2004  | 2005  | 2006  | 2007  | 2008  |
| ↗2101 | ↗2102 | ↘2095 | ↗2113 | ↗2115 | ↗2123 |
| 2009  | 2010  | 2011  | 2012  | 2013  |       |
| ↗2303 | ↗2322 | ↘2320 | ↗2371 | ↗2413 |       |

## Инфраструктура
- Школа
- Детский сад
- Сельсовет
- Церковь Троицы Живоначальной (Троицкая церковь)
- Дом Культуры
- Фельдшерский пункт
- Отделение почтовой связи
- Отделение Сбербанка России
- Малоугренёвское кладбище

## Транспорт
Ходят автобусы «403», «421».